# 부여 석조
부여 석조(扶餘 石槽)는 대한민국 충청남도 부여군, 국립부여박물관에 있는 백제시대의 유물이다. 1963년 1월 21일 대한민국의 보물 제194호로 지정되었다.

## 개요
부여현의 동헌건물 앞에 있었던 것을 일제시대에 옛 박물관 뜰로 옮겼다가 현재의 국립부여박물관으로 옮겨 보존하고 있다.
부여석조는 왕궁에서 연꽃을 심어 그 꽃을 즐겼다는 전설이 있는 백제시대의 유물로, ‘工’자형의 받침대 위에 둥근 꽃망울 형태로 올려져 있다. 받침대는 아무런 장식이 없는 간결한 모양이다. 그 위에 놓인 석조는 입구가 약간 오므라들면서 밖으로 둥글게 원호를 그리며, 바닥은 평평한 듯 하나 완만한 곡선이다. 표면에는 일정한 간격을 두고 8개의 세로줄이 새겨져 있고, 《부여 정림사지 오층석탑》(국보 제9호)의 1층 탑몸돌에 새겨진 당나라가 백제를 평정했다는 내용과 같은 글을 새기려던 흔적이 보인다.
이 석조에는 연꽃무늬 장식이 전혀 없는 것으로 보아 사찰과 관계된 유물은 아닌 것으로 보이며, 본래 이 석조가 있었던 장소가 백제시대의 왕궁터로 전해지고 있어 당시 왕궁에서 쓰이던 석련지(石蓮池)가 아니었나 짐작된다. 형태가 풍만하면서도 깔끔한 곡선으로 처리된 석조로, 백제인의 간결하고 소박한 미적 감각이 잘 나타나 있다.

## 참고 자료
- 부여 석조 - 국가유산청 국가유산포털